# Menzies (plaats)
Menzies is een plaats in de regio Goldfields-Esperance in West-Australië. Het ligt 728 ten oostnoordoosten van Perth en 133 kilometer ten noordnoordwesten van Kalgoorlie. In 2021 telde Menzies 103 inwoners tegenover 56 in 2006.

## Geschiedenis
De oorspronkelijke bewoners van de streek zijn de Wangkathaa Aborigines.
De eerste Europeaan die de streek verkende was John Forrest in 1869 tijdens de zoektocht naar de verdwenen ontdekkingsreiziger Ludwig Leichhardt. Forrest werd later de eerste premier van West-Australië. James Speakman vond in 1891 als eerste goud in de streek. J.J. Brown, C. Kirby en C. Jackman vonden goud, ongeveer 30 kilometer ten noorden van Ninetymile. Leslie Robert Menzies werkte voor een conglomeraat, ontmoette Brown, en werd gevraag om de goudvondst te inspecteren met het oog op de aankoop van de claim en het ontwikkelen van een mijn. L.R. Menzies stootte op weg erheen echter zelf op goud en liet op 1 oktober 1894 twee claims registreren. Die zouden tot de Lady Shenton en de Florence-goudmijn ontwikkeld worden en leiden tot de stichting van het plaatsje Menzies.

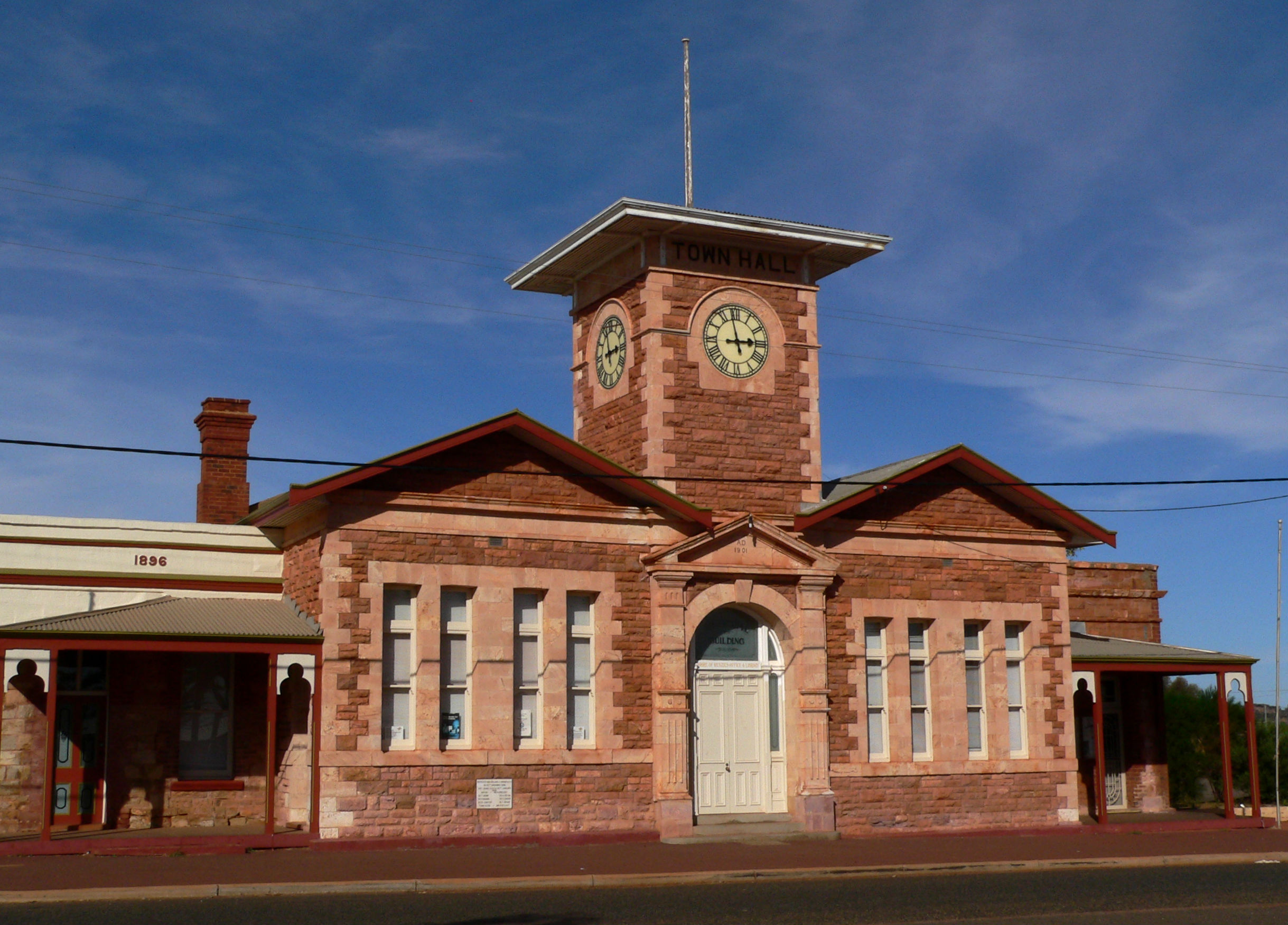
Menzies' gemeentehuis uit 1896

Menzies werd opgericht in augustus 1895 en officieel tot gemeente uitgeroepen op 20 december 1985. Het plaatsje werd vernoemd naar Leslie Robert Menzies. Een hele reeks mijnen waaronder de Alpha, Nada, Friday, Wedderburn, Crusoe en Lady Sherry-goudmijnen openden en in Menzies werden in december 1895 vijfenzeventig kavels verkocht. In 1896 werd het bevolkingsaantal reeds op tienduizend geschat waarvan de helft in het dorp verbleven en de andere helft in de dorpjes in de streek eromheen.
Vanaf 1 maart 1895 was er een postkantoor. Het werd in 1896 ondergebracht in een nieuw gebouw en in 1903 nog uitgebreid. In 1897 begon de overheid nabij Menzies aan de bouw van een stuwdam om het te voorzien van drinkwater. Tegen 1901 was de dam afgewerkt. Op 22 maart 1898 werd de spoorweg tussen Menzies en Kalgoorlie, met een spoorwegstation in Menzies, geopend. In 1901 werd de spoorweg doorgetrokken naar Leonora. Er werd een brandweerbrigade gevormd en een hospitaal met vijftig bedden gebouwd. Menzies had rond die tijd dertien hotels, een post- en telegraafkantoor waar vijfentwintig mensen werkten, een school met meer dan tweehonderd leerlingen, een brouwerij en likeurfabriek, een openbare bibliotheek (1904) en vier kerken.
Vanaf 1905 werd er echter minder goud gevonden en gedolven. Het bevolkingsaantal zakte tegen 1910 onder de duizend inwoners. Tijdens de Eerste Wereldoorlog trokken ook nog eens veel mijnwerkers naar het front. De overlevenden waren niet meer geneigd de ontberingen van de mijnen terug te ondergaan. Tijdens de crisis van de jaren 30 bloeide de goudindustrie weer even op. Het pastoralisme en de fluctuerende goud- en nikkelmijnenactiviteiten hielden het plaatsje in leven. In de jaren 1980-90 kende West-Australië opnieuw een groeiende goudindustrie. Menzies is het administratieve en dienstencentrum van de streek. De meeste omliggende mijndorpjes zijn leeg gelopen. Het inwonersaantal van Menzies schommelt afhankelijk van het aantal mijnen in de streek die in bedrijf zijn.

## Toerisme
- Inside Australia is een kunstproject van Antony Gormley. Eenenvijftig beelden geïnspireerd op inwoners van Menzies staan in het zoutmeer Lake Ballard.[3]
- Het nationaal park Goongarrie met het spookdorpje Goongarrie ligt nabij Menzies.[3]
- De spookdorpjes Siberia, Davyhurst, Mulwarrie, Mulline, Riverina, Comet Vale en Mount Ida liggen in de streek rond Menzies.[3]
- De Niagraa Dam is een toeristische trekpleister.[6]
- In Menzies is er een erfgoedroute uitgestippeld met informatieborden.[6]
- Vanaf Morapoi Station organiseren de Wangkathaa Aborigines thematische rondreizen over onder meer goudzoeken, de aboriginescultuur of ecologie.[7]

## Transport
Menzies ligt langs de Goldfields Highway.
Menzies heeft een startbaan: Menzies Airport (ICAO: YMZI).
De spoorweg tussen Kalgoorlie en Leonora loopt langs Menzies en maakt deel uit van het goederenspoorwegnetwerk van Arc Infrastructure. Er rijden geen reizigerstreinen.

## Klimaat
Menzies kent een woestijnklimaat. 
| Maand                                  | jan  | feb  | mrt  | apr  | mei  | jun  | jul  | aug  | sep  | okt  | nov  | dec  | Jaar  |
| -------------------------------------- | ---- | ---- | ---- | ---- | ---- | ---- | ---- | ---- | ---- | ---- | ---- | ---- | ----- |
| Gemiddeld maximum (°C)                 | 35,1 | 33,9 | 31,1 | 26,2 | 21,3 | 17,7 | 17,0 | 19,0 | 23,1 | 26,8 | 30,7 | 33,9 | 26,3  |
| Gemiddeld minimum (°C)                 | 19,7 | 19,4 | 17,2 | 13,4 | 9,3  | 6,7  | 5,3  | 6,1  | 8,6  | 11,7 | 15,5 | 18,2 | 12,6  |
|                                        |      |      |      |      |      |      |      |      |      |      |      |      |       |
| Neerslag (mm)                          | 23,1 | 32,5 | 26,7 | 20,9 | 25,2 | 27,4 | 22,6 | 19,5 | 10,4 | 11,3 | 14,7 | 15,4 | 249,7 |
| Regendagen (dag)                       | 2,1  | 2,5  | 2,7  | 2,5  | 3,2  | 3,9  | 3,9  | 3,4  | 2,0  | 1,8  | 2,2  | 2,1  | 32,3  |
| Relatieve luchtvochtigheid (%)         | 23   | 26   | 27   | 34   | 40   | 46   | 45   | 37   | 28   | 24   | 21   | 20   | 30,9  |
| Bron: Australian Bureau of Meteorology |      |      |      |      |      |      |      |      |      |      |      |      |       |